# Best Song Ever (chanson de One Direction)
Singles de One Direction
One Way or Another (Teenage Kicks)
(2013) Story of My Life
(2013)
Best Song Ever est une chanson du groupe anglo-irlandais One Direction sortie le 22 juillet 2013 sous le label Syco Records. 
Une polémique naît à sa sortie, l'introduction de la chanson ressemblant étrangement à l'introduction du titre Baba O'Riley des Who. 

## Liste des pistes
1. Best Song Ever - 3:22
2. Best Song Ever (Jump Smokers Remix) - 3:08
3. Best Song Ever (Kat Krazy Remix) - 3:05

## Réception
Le clip de Best Song Ever a notamment battu le record de vues en 24h[réf. nécessaire] sur le compte YouTube de VEVO avec 12,3 millions de vues (le record de vue sur YouTube en 24h était auparavant We Can't Stop de Miley Cyrus avec 10,7 millions de vues). Mais il a été re-battu par la chanteuse Miley Cyrus et son titre Wrecking Ball avec 19,3 millions de vues.

### Classement hebdomadaire
| Classement (2012)                       | Meilleure position |
| --------------------------------------- | ------------------ |
| Allemagne (Media Control AG)            | 20                 |
| Australie (ARIA)                        | 4                  |
| Autriche (Ö3 Austria Top 40)            | 17                 |
| Belgique (Flandre Ultratop 50 Singles)  | 12                 |
| Belgique (Wallonie Ultratop 50 Singles) | 17                 |
| Canada (Music Canada)                   | 2                  |
| Danemark (Tracklisten)                  | 2                  |
| Espagne (PROMUSICAE)                    | 9                  |
| États-Unis (Billboard Hot 100)          | 2                  |
| États-Unis (Pop songs)                  | 16                 |
| États-Unis (Adult pop songs)            | 40                 |
| France (SNEP)                           | 12                 |
| Hongrie (Single Top 40)                 | 4                  |
| Irlande (IRMA)                          | 2                  |
| Italie (FIMI)                           | 3                  |
| Mexique (Monitor Latino Ingles top 20)  | 3                  |
| Norvège (VG-lista)                      | 20                 |
| Nouvelle-Zélande (RMNZ)                 | 3                  |
| Pays-Bas (Single Top 100)               | 5                  |
| Portugal (top 50)                       | 17                 |
| Tchéquie (IFPI Rádio)                   | 19                 |
| Royaume-Uni (UK Singles Chart)          | 2                  |
| Slovaquie (IFPI Rádio)                  | 50                 |
| Suède (Sverigetopplistan)               | 22                 |
| Suisse (Schweizer Hitparade)            | 11                 |
| Venezuela (Pop rock general)            | 2                  |

### Certifications
| Pays                     | Certification | Vente     |
| ------------------------ | ------------- | --------- |
| Australie                | Platine       | 70 000    |
| Danemark (IFPI)          | Or            | 15 000    |
| États-Unis               | Platine       | 1 000 000 |
| Mexique (AMPROFON)       | Or            | 30 000    |
| Nouvelle-Zélande (RIANZ) | Or            | 7 500     |
| Royaume-Uni              | Argent        | 200 000   |
| Suède                    | Or            | 20 000    |

## Historique de sortie
| Country     | Date            | Format                    | Label    |
| ----------- | --------------- | ------------------------- | -------- |
| France      | 22 juillet 2013 | Téléchargement de musique | Sony     |
| Allemagne   | 22 juillet 2013 | Téléchargement de musique | Sony     |
| Italie      | 22 juillet 2013 | Téléchargement de musique | Sony     |
| Royaume-Un  | 22 juillet 2013 | Téléchargement de musique | Syco     |
| États-Unis  | 22 juillet 2013 | Téléchargement de musique | Columbia |
| États-Unis  | 23 juillet 2013 | Mainstream radio          | Columbia |
| Allemagne   | 16 août 2013    | Maxi 45 tours             | Sony     |
| France      | 19 août 2013    | Maxi 45 tours             | Sony     |
| Royaume-Uni | 19 août 2013    | Maxi 45 tours             | Syco     |
| Japon       | 21 août 2013    | Maxi 45 tours             | Sony     |
| Italie      | 27 août 2013    | Maxi 45 tours             | Sony     |